# Barleria cuspidata
Barleria cuspidata es una especie de planta con flores del género Barleria, familia Acanthaceae.

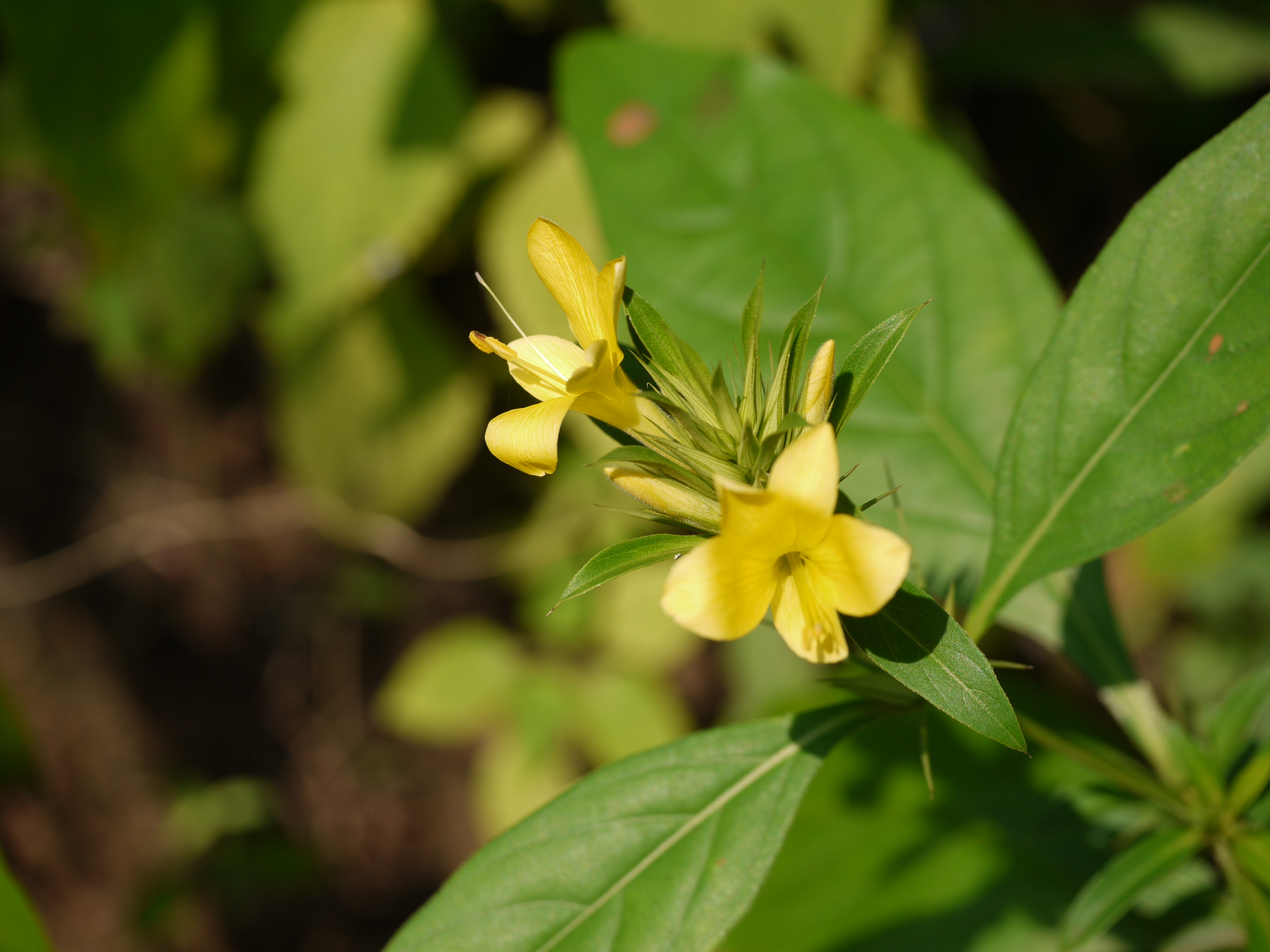
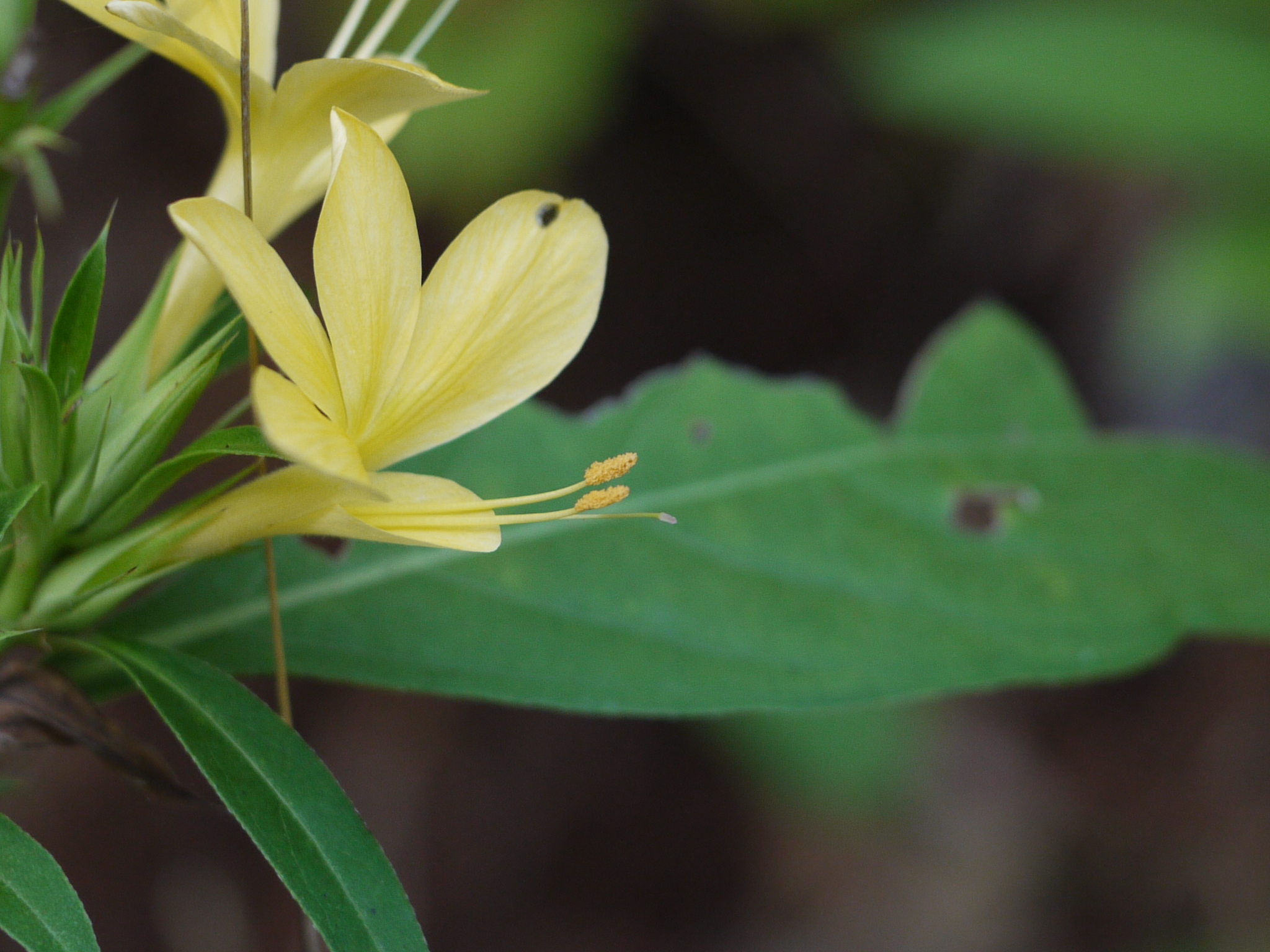
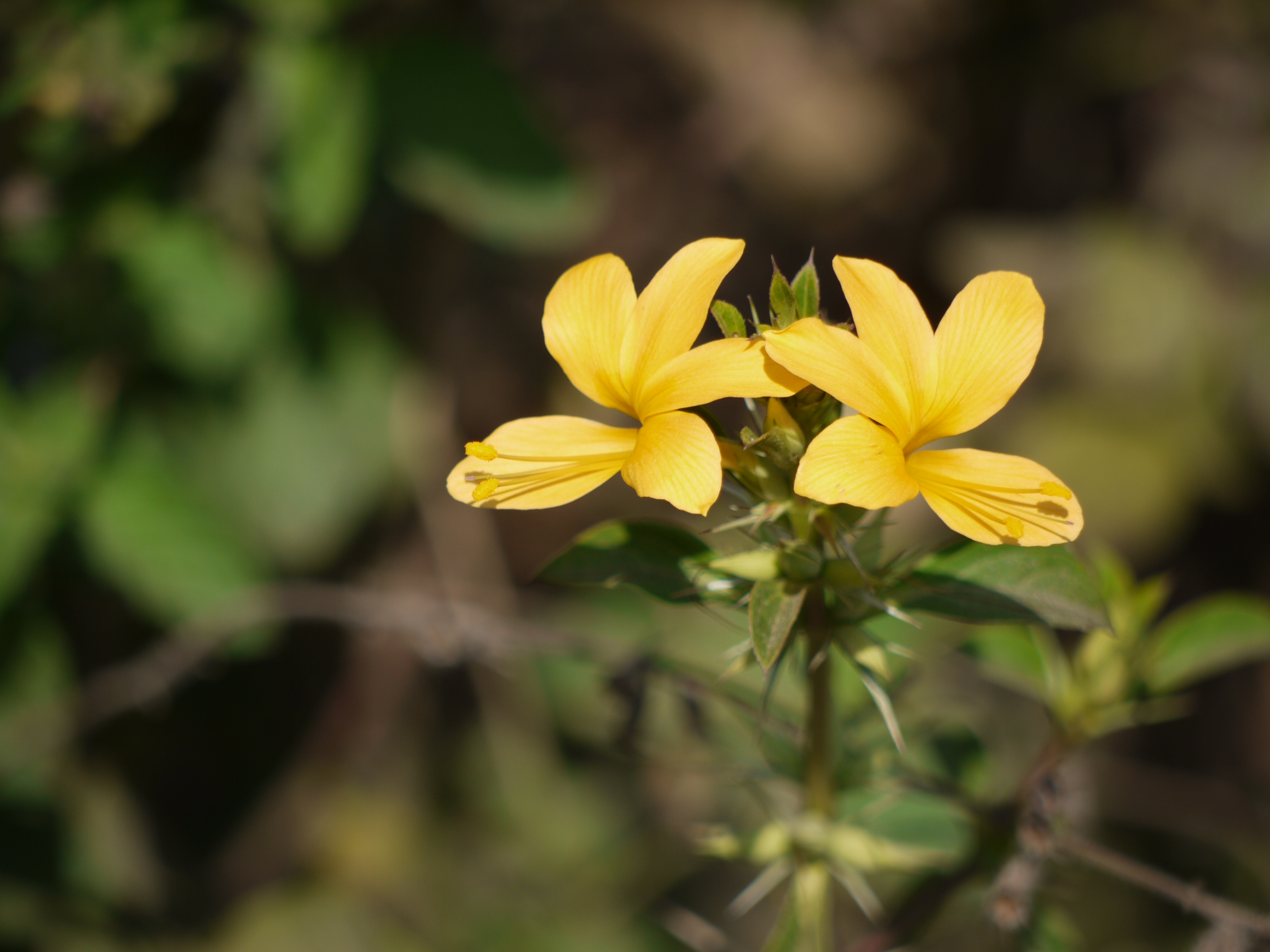
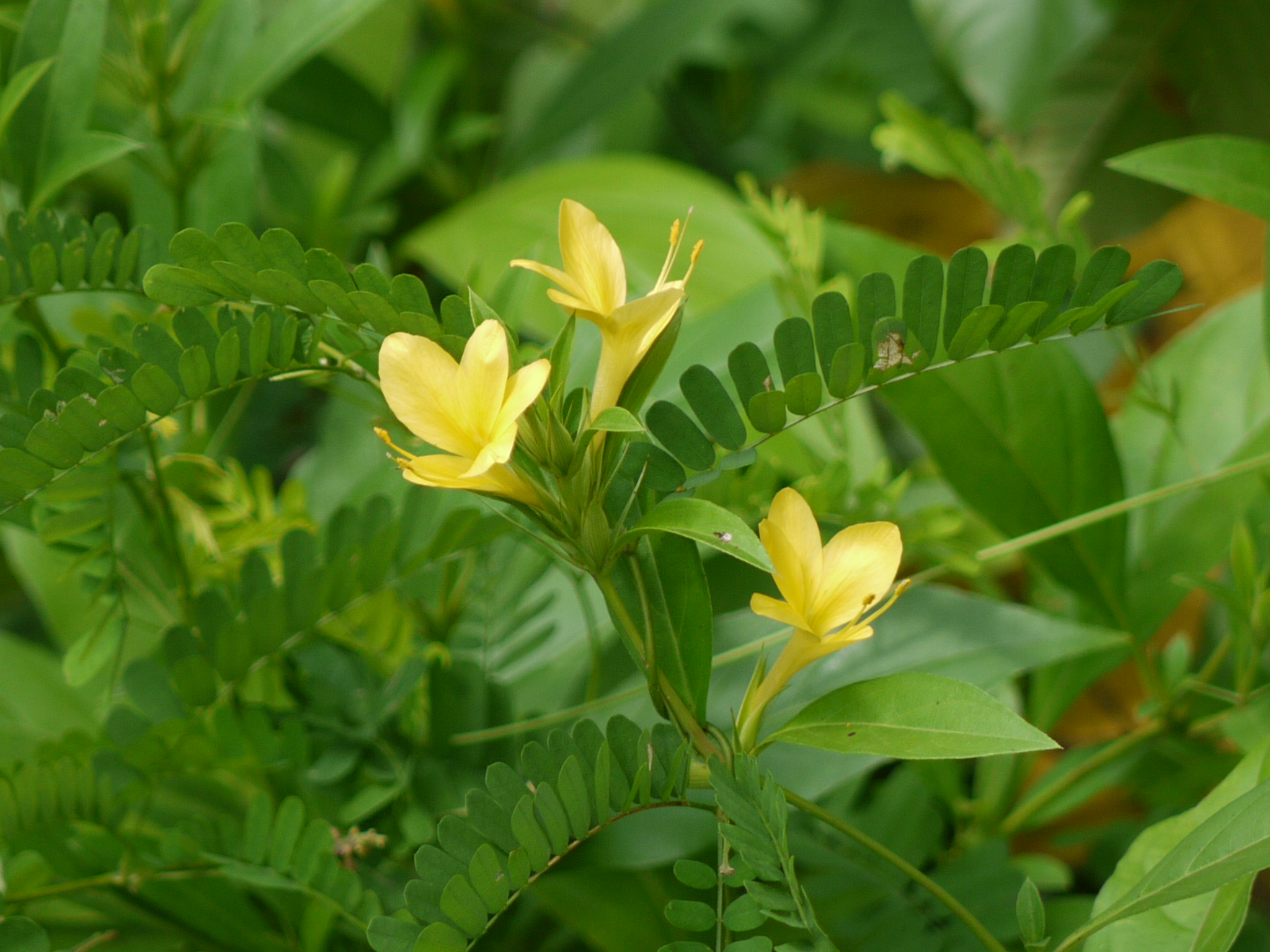

Es nativa de India.